# Vasilije Prodanović
Vasilije Prodanović (in serbo Василије Продановић?; Belgrado, 24 novembre 1985) è un ex calciatore serbo, di ruolo centrocampista.